# Waterbury (Nebraska)
Waterbury – wieś w Stanach Zjednoczonych, w stanie Nebraska, w hrabstwie Dixon.